# Гвідоніди
Гвідоніди (фр. Widonides) — ранньофеодальний шляхетний рід франкського походження, представниками якого були два імператори Франкської імперії. Назву династія отримала від імені Гвідо (лат. Wido, Widonis, італ. Guido), яке мали багато представників роду.

## Графи Нанту
Перший достеменно відомий представник роду — Лантберт, родич святого Лютвіна (помер 717), єпископа Тріра. Лантберт був фогтом монастирів Хорнбах і Меттлах. Він мав 6 синів. З них Фродоальд 799 року став графом Ванну, а старший, Гі (Гвідо) того ж року став графом Нанту й маркграфом Бретонської марки, здійснивши за наказом імператора Карла Великого похід у Бретань для придушення повстання бретонців.
Імовірно, сином Гі був Гі II, який 813 року замінив Фродоальда на графському троні Ванну. 834 року імператор також відрядив його до Бретані, щоб витіснити звідти прибічників сина Карла Великого, Лотара. Втім граф загинув у битві. Старший син Гі Нантського, Ламберт I (помер 30 грудня 836), змінив батька на посту графа Нанту й маркграфа Бретонської марки. 818 та 824 років він брав участь в експедиції імператора Людовика проти повсталих бретонців. Під час повстання синів імператора Ламберт прийняв сторону Лотара I, за що втратив володіння у Бретані та був вигнаний до Італії, де отримав титул герцогом Сполето.
Старший син Ламберта I, Ламберт II (загинув 1 травня 852), залишився у Бретані. Спочатку він був прибічником Карла II Лисого, втім після того як останній відмовився зробити Ламберта графом Нанту, він перейшов на бік Номіное, графа Ванну. Ламберт брав участь у боротьбі проти Карла Лисого та двічі захоплював Нант (у 843 й 850 роках), проте за мирним договором 851 року між Карлом Лисим і сином померлого Номіное, Еріспое, Нант увійшов до складу королівства останнього, що позбавило Ламберта надії закріпитись у графстві. 852 року Ламберт спробував захопити область між Меном та Анжу, але був убитий графом Гозбертом Менським.

## Герцоги Сполето
Молодший син Ламберта I, Гі I (помер 860) поїхав за батьком до Італії. Ще 829 року він одружився з Аделаїдою, дочкою князя Беневенто Сіко. 842 року Гвідо став герцогом і маркграфом Сполето. У 843—846 роках він брав участь у громадянській війні в Беневенто, підтримуючи брата дружини Адельчіза. Гвідо мав двох синів: Ламберта (помер 879), герцога Сполето від 860, та Гвідо, який згодом став імператором.
Ламберт II провів доволі бурхливе життя. 867 року імператор Людовик II обрав його своїм представником у папському оточенні в Римі, однак Ламберт сильно зловживав своїм становищем, розграбувавши Рим, за що був відлучений від церкви й оголошений таким, що втратив володіння. Втім, не маючи можливості реалізувати вирок, імператор пробачив Ламберта. За чотири роки він брав участь у повстанні правителів князівств у Південній Італії та взятті в полон імператора Людовика, за що Ламберта знову оголосили таким, що втратив володіння, втім знову отримав прощення. Від 877 року Ламберт конфліктував з папою Іваном VIII і в березні 878 року разом з Адальбертом I Тосканським взяли в облогу Рим, за що Ламберт був знову відлучений від церкви. За рік він помер, на герцогському троні його замінив син, Гвідо II (помер 882), який мав честолюбні плани з розширення володінь, але які так і не зміг реалізувати, оскільки невдовзі помер. Він залишив двох неповнолітніх дітей — сина Гвідо IV (помер 897), герцога Сполето від 889 року та князя Беневенто від 892 року; а також дочку Ітту, яка вийшла заміж за Гваймара I Салернського. Натомість 882 року Сполето перейшло до молодшого брата Ламберта II — Гвідо III.

## Королі Італії й імператори Священної Римської імперії
Гвідо III (помер 12 грудня 894) — найвідоміший представник роду. 876 року він став герцогом Камерино, хоч і не зовсім зрозуміло, чому Камерино відокремилось від Сполето. А 882 року після смерті свого племінника Гвідо II, він, зважаючи на малолітство його сина, успадкував Сполето. Гвідо продовжив боротьбу проти папи, розпочату Ламбертом II. Окрім того, він відмовився повернути землі, захоплені братом, вступив у союз із Візантією, отримуючи звідти кошти. Зрештою імператор Карл III Товстий оголосив про конфіскацію володінь Гвідо як у зрадника. Виконати таке рішення він доручив маркграфу Фріулі Беренгару I. Втім останній нічого зробити не зміг — епідемія, що спіткала його армію, змусила його відступити. За 2 роки Гвідо з'явився в Павії на королівській асамблеї, де присягнув на вірність імператору, після чого всі звинувачення з нього було знято, а указ про конфіскацію було скасовано. Також Гвідо став союзником нового папи, Стефана V.
887 року був повалений імператор Карл III. Королем Італії був обраний Беренгар Фріульський. А Гвідо запропонував свою кандидатуру на корону Франції. Його підтримав архієпископ Реймса Фульк. У лютому 888 року єпископ Лангра коронував Гвідо. Втім більшість французької знаті підтримала кандидатуру Одо Паризького, який був коронований 29 лютого 888 року. Зрозумівши, що там він нічого не досягне, Гвідо зрікся французької корони та повернувся до Італії. У жовтні того ж року він перетнув кордон Італії, втім поблизу Брешії був розбитий армією Беренгара, після чого попрохав перемир'я. Скориставшись цим, Гвідо зібрав армію, за допомогою якої зміг розбити Беренгара. В результаті в лютому 889 року в Павії Гвідо обрали королем Італії. Маючи підтримку папи Стефана V, він 21 лютого 891 року був коронований імператором разом з дружиною Ангельтрудою, дочкою князя Беневенто Адельчіза.
Ставши імператором, Гвідо потурбувався про те, щоб посилити охорону кордонів. Для цього він заснував 2 нових маркграфства. Маркграфом Іврейської марки він призначив Анскара I, засновника Іврейської династії, який приїхав до Італії разом з Гвідо після невдалої спроби стати королем Франції. Інше маркграфство він утворив 892 року на північно-східному кордоні, його правителем він зробив свого дядька Конрада.
На асамблеї в Павії в травні 891 року Гвідо домігся королівського титулу для свого сина Ламберта (бл. 880 — 15 жовтня 898), якому тоді було близько 12 років. А 30 квітня 892 року новий папа Формоз коронував у Равенні Ламберта імператорською короною. Втім невдовзі проти Гвідо виступив король Німеччини Арнульф Каринтійський, закликаний папою Формозом, який недовірливо ставився до зміцнення влади Гвідо. 893 року Арнульф відрядив армію на чолі зі своїм незаконним сином Цвентібольдом, який об'єднався з Беренгаром Фріульським. Армія взяла в облогу Павію, втім невдовзі Гвідо зміг відкупитись від Цвентібольда, який зрештою покинув Беренгара й повернувся до Німеччини. Невдовзі папа й Беренгар знову звернулись до Арнульфа, який у січні 894 року особисто очолив армію, що вирушила до Італії. Гвідо замкнувся в Павії, а Арнульф влаштував показову бійню в Бергамо, розграбувавши місто й повісивши місцевого графа Амвросія, який зберігав відданість Гвідо. Довідавшись про це, Гвідо втік з Павії, а Арнульф проголосив себе королем Італії. Проти нього виступила знать, включаючи обманутого Беренгара. Остерігаючись, що в нього не вистачить сил на підкорення Італії, Арнульф повернув назад. Після того Гвідо почав збирати армію для протистояння Беренгару, але несподівано помер 12 грудня 894 року. Беренгар спробував цим скористатись, але невдало. Імператор Ламберт у січні 895 року зайняв Павію.
У жовтні або в листопаді 896 року Ламберт і Беренгар зустрілись у Тічино, де уклали договір про мир. Вони розділили королівство, Беренгар отримав землі між річками По й Адда, решта залишалась у Ламберта. Наприкінці року Ламберт, Ангельтруда і Гвідо IV змогли вибити з Рима германців. Після цього 897 року папа Стефан VI скликав Трупний синод, який визнав незаконним обрання папою Формоза, та, послідовно, коронацію імператором Арнульфа. Після чого Ламберт повернувся до Павії, а його мати вирушила до Беневенто, де від імені імператора передала управління своєму брату Радельхізу. А в Римі спалахнуло повстання, в результаті якого було повалено папу Стефана.
У травні 898 року папа Іван IX на синоді в Равенні анулював коронацію Арнульфа й підтримав Ламберта. А в серпні спалахнуло повстання маркграфа Тоскани Адальберта II. Ламберт виступив проти заколотника і йому вдалось захопити Адальберта. Його відправили в Павію очікувати на суд. Втім 15 жовтня на полюванні Ламберт упав з коня й загинув. По його смерті рід згаснув, оскільки маркграф Гвідо IV помер за рік до того.